# El condenado por desconfiado
El condenado por desconfiado es un drama teológico del teatro barroco español atribuido por lo general al mercedario Tirso de Molina. Fue publicado en la Segunda parte de las comedias del maestro Tirso de Molina (Madrid, 1635) y, pese a que en la dedicatoria de esta compilación Tirso de Molina señala que cuatro de las obras que la componían no eran suyas, todo parece indicar que Gabriel Téllez rechazó la autoría de algunas de sus obras por temor a las represalias que le amenazaban a causa de su actividad como escritor de obras profanas. También se ha postulado la paternidad de Andrés de Claramonte y Antonio Mira de Amescua para esta obra teatral.
La obra se configura como un sermón religioso dirigido al público habitual de los corrales de comedias, por lo que incorpora componentes de la comedia de santos y del auto sacramental, y supone una de las cumbres del teatro del Siglo de Oro por su efectivo tratamiento de la tensión dramática y la hondura de sus implicaciones filosóficas.
Su trama está fundada en el desarrollo de dos acciones paralelas que se entrelazan y contraponen: la del monje Paulo, desconfiado y soberbio; y la del criminal Enrico que, sin embargo, tiene esperanza en su salvación y guarda buenos sentimientos de caridad hacia su padre enfermo y de amor hacia su novia. El asunto reelabora el contraste entre el ermitaño y el ladrón, y presenta la paradoja de que el alma del criminal se salva por alojar un reducto de amor, caridad y fe en la salvación natural, mientras que Paulo acaba condenándose por su temeridad al exigir a Dios una respuesta a los arcanos del destino en la religión cristiana y desconfiar de su piedad. La virtud de Paulo se demuestra impostada, pues con sus penitencias esperaba obtener el pago de una segura salvación y su curiosidad desmedida es, al fin, un malsano vicio; su trayectoria le lleva, mediada la acción, a cometer crímenes equivalentes a los que llevaba a cabo Enrico, tras perder totalmente la confianza en su salvación. Finalmente, Paulo rechaza arrepentirse mientras que Enrico, antes de ser ejecutado, muestra una sincera contrición. Así, el giro inesperado de la intriga muestra uno de los temas predilectos del barroco: el del engaño de las apariencias. Mientras que externamente Enrico es un ser monstruoso, en su interior se refugia la bondad; mientras que Paulo, que aparenta ser un asceta intachable, trata con ello de satisfacer de modo egoísta su afán de obtener el pago en forma de su propia salvación que le exige a la inescrutable voluntad divina, y se siente humillado al saber que Enrico pueda ser un igual hasta el punto de ensoberbecerse y comenzar una carrera de delincuente irredento.
Paulo, que pretende la salvación divina tras una etapa de mortificaciones, demanda a Dios conocer el misterio de su salvación personal, omitiendo la debida humildad y confianza en sus designios. La respuesta es ofrecida por el diablo en forma de ángel, que observa los defectos de Paulo. El demonio le dice que tendrá el mismo fin que el napolitano Enrico, y Paulo no duda en querer conocer cuál es su destino yendo a conocerle.
La crítica generalmente ha considerado que en esta obra se pone en la palestra la polémica De auxiliis entre el libre albedrío del molinismo y la postura más cercana a la predestinación del bañecismo. 
La obra guarda relación temática con el drama fáustico El esclavo del demonio de Antonio Mira de Amescua, publicado en 1612 y con el El mágico prodigioso de Calderón. Debido a ello, en ocasiones se ha atribuido El condenado por desconfiado a Mira de Amescua.

## Ediciones
- Segunda parte de las comedias del maestro Tirso de Molina [...], Madrid, Imprenta del Reino, 1635, f. 179v.º -201v.º, apud Margarita Vázquez, Impresos dramáticos españoles de los siglos XVI y XVII en las bibliotecas de Barcelona: la transmisión teatral impresa, vol. 1, Reichenberger, 1995, págs. 423-424. ISBN 9783930700189